# Machilinus aurantiacus
Machilinus aurantiacus är en insektsart som först beskrevs av Harald Schött 1897. 
Machilinus aurantiacus ingår i släktet Machilinus och familjen Meinertellidae.

## Underarter
Arten delas in i följande underarter:
- M. a. setosus
- M. a. aurantiacus